# Eruguera tricolor
L'eruguera tricolor (Lalage tricolor) és una espècie d'ocell de la família dels campefàgids (Campephagidae). Habita les sabanes i boscos oberts d'Austràlia i sud-est de Nova Guinea, a la zona de Port Moresby.